# Mycosphaerellaceae
De Mycosphaerellaceae vormen een familie van schimmels, die tot de orde van de Mycosphaerellales van de ascomyceten behoren.
De geslachtelijke (teleomorfe) vorm kan een andere naam hebben dan de ongeslachtelijke (anamorfe) vorm.
Enkele soorten uit het geslacht zijn:
- Soort Cercospora beticola (bladvlekenziekte op biet)
- Soort Cercospora handelii (bladvlekkenziekte op rhododendron)
- Soort Mycosphaerella brassicicola (ringvlekkenziekte op kool)
- Soort Mycosphaerella graminicola (teleomorfe vorm) (bladvlekkenziekte op tarwe)
- Soort Septoria tritici (anamorfe vorm) = Mycosphaerella graminicola (bladvlekkenziekte op tarwe)

## Kenmerken
Bij deze familie behorende schimmels bevinden de asci zich in holle ruimten, die binnen de vegetatieve hyfen door het oplossen van weefsel gevormd worden. Dit wordt ascoloculaire vorming genoemd dit in tegenstelling tot de ascohymenale vorming, waarbij de asci in het hymenium gevormd worden.
De ascuswand is bitunicaat. De dunne buitenwand (exotunica) is inelastisch en scheurt bij een bepaalde turgordruk. De binnenwand (endotunica) is dikker en zet in de lengte uit bij toenemende turgordruk. Vervolgens worden de ascosporen na elkaar weggeschoten. Voor de indeling van de soorten is het weefsel van het steriele centrum, het hamathecium, belangrijk..

## Taxonomie
De familie bestaat uit de volgende 102 geslachten:
- Acervuloseptoria - Achorodothis - Amycosphaerella - Anematidium - Anguillosporella - Annellosympodiella - Apseudocercosporella - Asperisporium - Brunneosphaerella - Bryopelta - Camptomeriphila - Caryophylloseptoria - Cercospora - Cercosporella - Cladocillium - Clypeosphaerella - Collapsimycopappus - Colletogloeum - Davisoniella - Didymochora - Distocercospora - Dothistroma - Elletevera - Epicoleosporium - Eriocercospora - Eriocercosporella - Euryachora - Filiella - Fulvia - Fusicladiella - Fusoidiella - Gillotia - Hippopotamyces - Laocoön - Lecanosticta - Lecanostictopsis - Lembosiopsis - Lophiosphaerella - Melanodothis - Microcyclus - Microcyclosporella - Miuraea - Mucomycosphaerella - Mycodiella - Mycophycias - Mycoporis - Mycosphaerella - Mycosphaerelloides - Mycovellosiella - Neoceratosperma - Neocercospora - Neodeightoniella - Neokirramyces - Neomycosphaerella - Neopenidiella - Neopseudocercospora - Neopseudocercosporella - Neoseptoria - Oreophylla - Pallidocercospora - Pantospora - Paracercospora - Paramycosphaerella - Passalora - Pazschkeella - Periconiella - Phaeoisariopsis - Phaeophleospora - Phaeoramularia - Phloeochora - Phloeospora - Placocrea - Polyphialoseptoria - Polythrincium - Protostegia - Pseudocercospora - Pseudocercosporella - Pseudocercosporidium - Pseudophaeoramularia - Pseudostigmidium - Quasiphloeospora - Ramularia - Ramulariopsis - Rhabdospora - Ruptoseptoria - Scirrhia –Scolecostigmina - Septoria - Sirosporium - Sonderhenia - Sphaerellothecium - Sphaerulina - Stenellopsis - Stigmidium - Stromatoseptoria - Trochophora - Wernerella - Xenomycosphaerella - Xenopassalora - Xenoramularia - Zasmidium - Zymoseptoria